# Liste der Kathedralen und Basiliken in der Slowakei
Diese Liste zeigt die Kathedralen (bzw. Konkathedralen), unabhängig von ihrem Ritus, und Basilicae minores (nicht mit einer Basilika zu verwechseln) in der Slowakei.

## Kathedralen

### Römisch-katholisch
| Stadt             | Kathedrale                                                | Kraj                 | Bistum            | Bauzeit     | Anmerkungen                                                     | Bild |
| ----------------- | --------------------------------------------------------- | -------------------- | ----------------- | ----------- | --------------------------------------------------------------- | ---- |
| Banská Bystrica   | Kathedrale des heiligen Franz Xaver                       | Banskobystrický kraj | Banská Bystrica   | 17./18. Jh. |                                                                 |      |
| Bratislava        | Kathedrale des heiligen Martin                            | Bratislavský kraj    | Bratislava        | 15. Jh.     | ehemalige Krönungskirche                                        |      |
| Bratislava        | Kathedrale des heiligen Sebastian                         | Bratislavský kraj    | Militärordinariat | 21. Jh.     |                                                                 |      |
| Košice            | Dom der Heiligen Elisabeth                                | Košický kraj         | Košice            | 15. Jh.     | größte Kirche der Slowakei                                      |      |
| Nitra             | Kathedrale des heiligen Emmeram                           | Nitriansky kraj      | Nitra             | 18. Jh.     | zusammengesetzt aus drei Kirchen, seit 1998 auch Basilica minor |      |
| Poprad            | Konkathedrale zum Gedächtnis der Sieben Schmerzen Mariens | Prešovský kraj       | Spiš              | 20. Jh.     |                                                                 |      |
| Prešov            | Konkathedrale des heiligen Nikolaus                       | Prešovský kraj       | Košice            | 14. Jh.     |                                                                 |      |
| Rožňava           | Kathedrale Mariä Himmelfahrt                              | Košický kraj         | Rožňava           | 14. Jh.     |                                                                 |      |
| Spišské Podhradie | Kathedrale des heiligen Martin                            | Prešovský kraj       | Spiš              | 13. Jh.     | UNESCO-Welterbe                                                 |      |
| Trnava            | Kathedrale des heiligen Johannes des Täufers              | Trnavský kraj        | Trnava            | 17. Jh.     | ehemalige Universitätskirche                                    |      |
| Žilina            | Kirche der Heiligsten Dreifaltigkeit                      | Žilinský kraj        | Žilina            | 14./15. Jh. |                                                                 |      |

### Griechisch-katholisch
| Stadt      | Kathedrale                               | Kraj              | Eparchie   | Bauzeit | Anmerkungen                | Bild |
| ---------- | ---------------------------------------- | ----------------- | ---------- | ------- | -------------------------- | ---- |
| Bratislava | Kirche der heiligen Kreuzerhöhung        | Bratislavský kraj | Bratislava | 19. Jh. | ehemals römisch-katholisch |      |
| Košice     | Kirche der Geburt der Gottesgebärerin    | Košický kraj      | Košice     | 19. Jh. |                            |      |
| Prešov     | Kirche des heiligen Johannes des Täufers | Prešovský kraj    | Prešov     | 14. Jh. |                            |      |

### Orthodox
| Stadt      | Kathedrale                                        | Kraj           | Eparchie          | Bauzeit | Anmerkungen | Bild |
| ---------- | ------------------------------------------------- | -------------- | ----------------- | ------- | ----------- | ---- |
| Michalovce | Kathedrale der heiligen Apostel Kyrill und Method | Košický kraj   | Michalovce-Košice | 20. Jh. |             |      |
| Prešov     | Kathedrale des heiligen Fürsten Alexander Newski  | Prešovský kraj | Prešov            | 20. Jh. |             |      |

### Ehemalige Kathedralen
| Stadt      | Kathedrale                                 | Kraj              | Bistum            | Bauzeit | Anmerkungen       | Bild |
| ---------- | ------------------------------------------ | ----------------- | ----------------- | ------- | ----------------- | ---- |
| Bratislava | Kathedrale des heiligen Johannes von Matha | Bratislavský kraj | Militärordinariat | 18. Jh. | von 2003 bis 2009 |      |

## Basilicae minores
| Stadt/Gemeinde    | Kirche                                      | Kraj                 | Bauzeit     | Erhebung | Anmerkungen                      | Bild |
| ----------------- | ------------------------------------------- | -------------------- | ----------- | -------- | -------------------------------- | ---- |
| Šaštín-Stráže     | Basilika St. Maria von den Sieben Schmerzen | Trnavský kraj        | 18. Jh.     | 1964     | Nationalheiligtum, Wallfahrtsort |      |
| Levoča            | Basilika Mariä Heimsuchung                  | Prešovský kraj       | 13. Jh.     | 1984     | Wallfahrtsort                    |      |
| Ľutina            | Basilika Mariä Himmelfahrt                  | Prešovský kraj       | 20. Jh.     | 1988     | griechisch-katholisch            |      |
| Staré Hory        | Kirche Mariä Heimsuchung                    | Banskobystrický kraj | 15. Jh.     | 1990     |                                  |      |
| Kežmarok          | Heilig-Kreuz-Basilika                       | Prešovský kraj       | 15. Jh.     | 1998     |                                  |      |
| Bardejov          | Basilika St. Ägidius                        | Prešovský kraj       | 13. Jh.     | 2000     | UNESCO-Welterbe                  |      |
| Rajecká Lesná     | Basilika Mariä Geburt                       | Žilinský kraj        | 19. Jh.     | 2002     | Slowakisches Bethlehem           |      |
| Vranov nad Topľou | Basilika Mariä Geburt                       | Prešovský kraj       | 18. Jh.     | 2008     |                                  |      |
| Trnava            | Nikolaus-Dom                                | Trnavský kraj        | 15. Jh.     | 2008     | ehemalige Kathedrale             |      |
| Marianka          | Basilika Mariä Geburt                       | Bratislavský kraj    | 14. Jh.     | 2011     | Wallfahrtsort                    |      |
| Michalovce        | Heilig-Geist-Basilika                       | Košický kraj         | 20. Jh.     | 2012     | griechisch-katholisch            |      |
| Levoča            | Jakobskirche                                | Prešovský kraj       | 14./15. Jh. | 2015     | UNESCO-Welterbe                  |      |
| Komárno           | Basilika St. Andreas                        | Nitriansky kraj      | 18. Jh.     | 2017     |                                  |      |
| Hronský Beňadik   | Basilika St. Benedikt                       | Banskobystrický kraj | 14. Jh.     | 2019     |                                  |      |